# Tichon (Zajcew)
Tichon, imię świeckie Aleksandr Wiktorowicz Zajcew (ur. 13 kwietnia 1967 w Moskwie) – rosyjski biskup prawosławny.

## Życiorys
Uzyskał wyższe wykształcenie techniczne. W latach 1985–1987 odbywał zasadniczą służbę wojskową. W 1987 rozpoczął naukę w moskiewskim seminarium duchownym, które ukończył z wyróżniającymi wynikami. W 1995 ukończył również Moskiewską Akademię Teologiczną, gdzie został następnie zatrudniony jako wykładowca homiletyki, liturgiki oraz języka starogreckiego. 25 marca 1993 złożył wieczyste śluby zakonne przed archimandrytą Benedyktem (Kniaziewem), prorektorem uczelni, otrzymując imię zakonne Tichon na cześć świętego patriarchy Moskwy i całej Rusi Tichona. 7 kwietnia 1993 przyjął święcenia diakońskie, zaś 6 stycznia 1996 – kapłańskie. W 1999 otrzymał godność igumena.
W grudniu 2004 wyjechał do Izraela jako członek rosyjskiej misji prawosławnej w Jerozolimie. Od 2006 do 2009 był jej naczelnikiem, od października 2006 jako archimandryta. 31 marca 2009 Święty Synod Rosyjskiego Kościoła Prawosławnego wyznaczył go na kierownika zarządu finansowo-gospodarczego Patriarchatu Moskiewskiego i nominował go na biskupa podolskiego, wikariusza eparchii moskiewskiej. Został również proboszczem parafii św. Mikołaja w moskiewskiej dzielnicy Chamowniki.
Jego chirotonia biskupia miała miejsce 26 kwietnia 2009 w soborze Chrystusa Zbawiciela w Moskwie. Jako konsekratorzy wzięli w niej udział patriarcha moskiewski i całej Rusi Cyryl, metropolita całej Ameryki i Kanady Jonasz (Kościół Prawosławny w Ameryce), arcybiskupi Ottawy i całej Kanady Serafin (Kościół Prawosławny w Ameryce), wołokołamski Hilarion, wieriejski Eugeniusz, oriechowo-zujewski Aleksy, boryspolski Antoni oraz biskupi siergijew-posadski Teognost, krasnogorski Sawa, dmitrowski Aleksander, lubieriecki Beniamin, gatczyński Ambroży, bronnicki Ignacy, suroski Elizeusz oraz sołniecznogorski Sergiusz. Od grudnia 2011 kierował wikariatem północno-wschodnim eparchii moskiewskiej miejskiej. W 2014 zrezygnował z kierowania zarządem finansowo-gospodarczym Patriarchatu. W latach 2015–2017 pełnił obowiązki zwierzchnika eparchii wiedeńsko-austriackiej i budapeszteńsko-węgierskiej. 28 grudnia 2017 r. stanął, jako locum tenens, na czele eparchii berlińskiej i niemieckiej, zachowując czasowo tytuł biskupa podolskiego.
W 2018 r. otrzymał godność arcybiskupa. W 2021 r. w związku z reorganizacją eparchii moskiewskiej obwodowej i utworzeniem nowych eparchii nadano mu tytuł biskupa ruzskiego.